# Rosanna (Lied)
Rosanna ist ein Lied der US-amerikanischen Rockband Toto aus dem Jahr 1982. Es erschien im März 1982 als Single, im Folgemonat als Teil von Toto IV und avancierte zu einem der kommerziell erfolgreichsten Veröffentlichungen der Band.

## Entstehung und Veröffentlichung
Getextet und komponiert wurde das Lied von Toto-Mitglied David Paich. Für die Produktion zeichneten alle Toto-Mitglieder sowie James Guthrie verantwortlich.
Die Erstveröffentlichung von Rosanna erfolgte als Single am 31. März 1982 bei Columbia Records. Diese erschien als 7″-Single mit der B-Seite It’s a Feeling (Katalognummer: 18-02811). 1984 erschien eine gleichnamige 12″-EP, die neben Rosanna die Lieder Africa, Hold the Line und Stranger in Town beinhaltet (Katalognummer: 12AP 3104). Am 1. Juni 1988 erschien eine 3″-CD-Single mit Hold the Line als B-Seite (Katalognummer: 10EP3023).

## Inhalt

### Text
Songwriter David Paich bezog sich nach eigener Aussage bei diesem Lied auf alle Frauen, die er kannte. Zunächst nahmen die Bandmitglieder wie auch die Medien an, der Song sei auf Rosanna Arquette bezogen, die zu diesem Zeitpunkt mit Steve Porcaro zusammen war, dementierten es dann aber mehrfach. Zugleich verwendete Porcaro ihren Vornamen, da er gut als Titel und für den Refrain einsetzbar war.

### Musik
Stilistisch bildet Rosanna ein typisches Beispiel des Westcoast-Rock der 80er-Jahre.
Das Tempo beträgt 83 Schläge pro Minute. Die Tonart moduliert nach dem Intro in G-Dur, in den Strophen (Verse) von G-Dur zu F-Dur, um dann im Refrain (Chorus) in Bb-Dur zu landen. Die Bridge bereitet den Chorus in seiner Paralleltonart G-Moll vor.
Die Struktur des Songs folgt dem typischen Aufbau eines Pop-/Rocksongs aus der Zeit:
- Intro
- 1. Verse – 2. Verse
- Bridge
- Chorus
- 3. Verse – 4. Verse
- Bridge
- Chorus
- Solo (Synthesizer/Gitarre)
- Bridge
- Chorus – Chorus
- Ending mit Solo (Piano/Gitarre)
- Fade-Out

Der Schlagzeug-Groove (einer der bekanntesten der Pop-/Rockgeschichte) bildet den ersten Teil des Intros. Er ist unter der Bezeichnung Halftime-Shuffle bekannt geworden und wurde zum Markenzeichen des Schlagzeugers Jeff Porcaro. Der Rhythmus ist neben den Grooves anderer Schlagzeuger auch durch Spieltechniken des Jazz inspiriert. In Kombination mit den für Porcaros Spielweise typischen Ghost Notes definiert der Schlagzeuger den Groove als eine Mischung aus „Bernard Purdies Halftimeshuffle“ (Purdie Shuffle), John-Bonhams-Beat aus Fool in the Rain und dem „Bo Diddley-Beat“.
Ebenso gehören das Synthesizer-Solo (Steve Porcaro) und das Gitarren-Solo (Steve Lukather) zu den weltweit bekanntesten Instrumental-Passagen eines Songs dieses Genres. Der Song endet in einem Klavier-Solo von David Paich auf seinem Baldwin-Flügel und einem weiteren Gitarren-Solo von Steve Lukather, welches schlussendlich im Fade-Out des Stückes mündet.

## Besetzung
Die Stammbesetzung der Band wird ergänzt durch einige der besten Pop-/Rock-Musiker aus der kalifornischen Westcoast-Szene der 80er Jahre. Die Musiker der Band selber gehören ebenfalls bis heute zur weltweit ersten Garde der Studiomusiker im Genre Pop-/Rock.
Bandmitglieder:
- Jeff Porcaro – Drums
- David Paich – Piano / Hammondorgel
- Steve Porcaro – Synths / Hammondorgel
- Steve Lukather – Guitar / Vocals
- Bobby Kimball – lead- / background vocals
- David Hungate – Bass

Gastmusiker:
- Tom Kelly – Background Vocals
- Lenny Castro – Percussion
- Jerry Hey – Trompete (& Bläser Arrangement)
- Gary Grant – Trompete
- Tom Scott – Saxophon
- Jim Horn – Saxophon
- James Pankow – Posaune

Einige der Gastmusiker (z. B. der Perkussionist Lenny Castro oder die Bläsersektion um Jerry Hey) wurden wiederholt bei Produktionen zur Ergänzung der Band hinzugezogen.

## Musikvideo
Das Musikvideo zeigt zwei Erzählebenen: einerseits die besungene Rosanna als Tänzerin auf einem Straßenstrich. Ihr leuchtend rotes Kleid steht im deutlichen Kontrast zur düsteren, heruntergekommenen Umgebung. Andererseits ist die Band zu sehen. Sie spielt den Song auf einem ebenfalls heruntergekommenen, durch einen hohen Zaun vom Hauptgeschehen des Videos abgetrennten Hinterhof. Die Musiker sind somit einerseits Teil der erzählten Situation der Tänzerin, andererseits jedoch trennt der Zaun die zwei Erzählebenen voneinander und macht die Bandmitglieder zu distanzierten Beobachtern. Allein die zwei Lead-Sänger des Songs wechseln während ihrer Einsätze die Erzählebene und werden Teil von Rosannas Welt.
Die Regie des Videos führte Steve Barron, Cynthia Rhodes spielt die Rosanna, unter den weiteren Tänzern ist Patrick Swayze zu erkennen.
Es ist das erste Video mit dem neuen Bassisten Mike Porcaro (dem Bruder von Schlagzeuger Jeff und Keyboarder Steve), nachdem David Hungate zwar auf der Aufnahme des Songs zu hören ist, jedoch kurz danach die Band verlassen hatte.

## Preise
Bei den Grammy Awards 1983 gewann das Lied in der Kategorie „Single des Jahres“.

## Kommerzieller Erfolg

### Chartplatzierungen
| ChartsChartplatzierungen       | Höchstplatzierung | Wochen/ Monate |
| ------------------------------ | ----------------- | -------------- |
| Deutschland (GfK)              | 24 (19 Wo.)       | 19 Wo.         |
| Österreich (Ö3)                | 11 (2,5 Mt.)      | 2,5 Mt.        |
| Schweiz (IFPI)                 | 3 (10 Wo.)        | 10 Wo.         |
| Vereinigte Staaten (Billboard) | 2 (23 Wo.)        | 23 Wo.         |
| Vereinigtes Königreich (OCC)   | 12 (9 Wo.)        | 9 Wo.          |

| ChartsJahrescharts (1982)      | Platzierung |
| ------------------------------ | ----------- |
| Vereinigte Staaten (Billboard) | 14          |

### Auszeichnungen für Musikverkäufe
| Land/Region                  | Auszeichnungen für Musikverkäufe (Land/Region, Auszeichnung, Verkäufe) | Verkäufe  |
| ---------------------------- | ---------------------------------------------------------------------- | --------- |
| Australien (ARIA)            | Gold                                                                   | 35.000    |
| Dänemark (IFPI)              | Gold                                                                   | 45.000    |
| Kanada (MC)                  | Gold                                                                   | 50.000    |
| Neuseeland (RMNZ)            | Platin                                                                 | 30.000    |
| Vereinigte Staaten (RIAA)    | 2× Platin                                                              | 2.000.000 |
| Vereinigtes Königreich (BPI) | Gold                                                                   | 400.000   |
| Insgesamt                    | 4× Gold · 3× Platin ·                                                  | 2.560.000 |

## Coverversionen
- 1983: The Art of Noise – Beat Box
- 1991: Munich Symphonic Sound Orchestra
- 2002: Mr. Vegas
- 2007: J.B.O. – Osama
- 2018: Weezer